# Roberto II da Escócia
Roberto II (Paisley, c. 1316 – Dundonald, 19 de abril de 1390) foi o Rei da Escócia de 1371 até sua morte, sendo também o primeiro monarca escocês da Casa de Stuart. Era filho de Gualtério Stuart, 6º Grão-senescal da Escócia e Marjorie Bruce, filha de Roberto I da Escócia e Isabel de Mar.
Eduardo Bruce, irmão de Roberto I, era o próximo herdeiro, à frente de Marjorie, mas viria a morrer, sem descendência, a 3 de Dezembro de 1318, numa batalha perto de Dundalk, na Irlanda. Marjorie, por esta altura, tinha falecido num acidente de cavalo, provavelmente em 1317. O Parlamento decretou que o seu filho, Roberto Stuart, seria o herdeiro presuntivo, mas o decreto prescreveu no dia 5 de Março de 1324, data de nascimento de um filho do rei Roberto, David II. Roberto Stuart herdou o título de Alto Comissário da Escócia pela morte do seu pai a 9 de Abril de 1326, e por uma sessão do Parlamento de Julho de 1326, que confirmou o jovem Stuart como herdeiro caso o príncipe David morresse sem sucessor. Em 1329, o rei morreu e o pequeno David, de seis anos, sucedeu ao trono com Sir Thomas Randolph, Earl of Moray nomeado para Guardião da Escócia.
Eduardo Balliol, filho do rei João Balliol, assistido pelos nobres ingleses e escoceses deserdados por Roberto I, invadiram a Escócia infligindo pesadas derrotas ao grupo de Bruce em 11 de Agosto de 1332, na Batalha de Dupplin Moor e, novamente, na Batalha de Halidon Hill, a 10 de Julho de 1333. Roberto lutou em Halidon, onde o seu tio e antigo guardião, Jaime Stuart, foi morto. Na sequência desta batalha, as terras de Roberto no oeste, foram entregues a David Strathbogie, conde de Atholl, pelo seu apoiante Balliol. Roberto refugiou-se no Castelo de Dumbarton, no estuário do rio Clyde, juntando-se ao seu tio, rei David. Em Maio de 1334, David fugiu para França deixando Roberto e John Randolph, conde de Moray, como Guardiões do reino. Roberto conseguiu reconquistar as suas terras mas, na sequência da captura de Randolph pelos ingleses, em Julho de 1335, as suas propriedades foram, de novo, alvo das forças de Balliol e do rei Eduardo III de Inglaterra. Isto talvez tenha pressionado Robert a submeter-se a Balliol e ao rei inglês, e poderá explicar a sua demissão de Guardião em Setembro de 1335. Este cargo foi transferido para sir Andrew Murray de Bothwell mas, após a sua morte em 1338, Roberto foi novamente nomeado até o rei David regressar de França em Junho de 1341. Roberto esteve junto de David na Batalha de Neville's Cross a 17 de Outubro de 1346, mas ele e Patrício Dunbar, Conde de March escaparam ou fugiram do campo de batalha, e David foi feito prisioneiro. Em Outubro de 1357, o rei foi resgatado por 100 000 merks a serem pagos ao longo de dez anos.
Roberto casou-se com Isabel Mure c. 1348, legitimando os seus quatro filhos e cinco filhas. Do seu segundo casamento, com Eufêmia de Ross, em 1355, nasceram dois filhos e duas filhas sobreviventes, e instalou a base para uma futura disputa na linha de sucessão. Roberto juntou-se numa revolta contra David em 1363, mas acabou por se lhe submeter após uma ameaça ao seu direito de sucessão. Em 1364, David apresentou uma proposta ao Parlamento que cancelaria o valor remanescente do resgate se fosse acordado que um herdeiro plantageneta herdasse o trono escocês caso ele morresse sem herdeiros. A proposta foi rejeitada e Roberto sucedeu ao trono com 55 anos de idade, depois da morte repentina de David em 1371. A Inglaterra ainda controlava grandes áreas em Lothians e na fronteira do país, e, assim, o rei Roberto permitiu que os seus condes do sul atacassem em zonas inglesas para reconquistar os seus territórios, acabassem com o comércio com a Inglaterra e renovassem tratados com França. Em 1384, os escoceses tinham de novo a posse das terras ocupadas, mas, na sequência de conversações de paz entre ingleses e franceses, Roberto ficou relutante em continuar uma guerra mais abrangente e conseguiu a inclusão da Escócia no tratado de paz. A estratégia de paz de Roberto foi um factor no golpe virtual de 1384, quando perdeu o controlo do país, primeiro para o seu filho mais velho, João, Conde de Carrick, e, depois, a partir de 1388, para o irmão mais novo de João, Roberto Stuart, Conde de Fife, mais tarde 1.º Duque de Albany. Roberto II morreu no Castelo de Dundonald em 1390, e foi sepultado na Abadia de Scone.

## Casamentos e descendência
Roberto II casou-se em primeiras núpcias a 1349 com Isabel Mure (? – 1353), filha de Adão Mure de Rowallan, com a qual ele já tinha nove filhos, que foram então legitimados. O casal teve 10 filhos:
1. João Stuart (1337 – 1406), conde de Carrick, que sucedeu ao pai no trono da Escócia como rei Roberto III da Escócia;
2. Gualtério Stuart (? – 1362), senhor de Fife;
3. Roberto Stuart (1339 – 1420), duque de Albany, conde de Fife e Menteith;
4. Alexandre Stuart (1343 – 1405), conde de Buchan, senhor de Badenoch e Ross, apelidado o “Lobo de Badenoch”;
5. Margaret Stuart, casada com John de Islay (John MacDonald), senhor das Ilhas;
6. Maria Stuart, casada primeira vez com John Dunbar, 4º conde de Moray, e segunda vez com Alexandre Keith;
7. Joana Stuart, casada primeira vez em 1373 com Sir John Keith, segunda vez em 1379 com Sir John Lyon, terceira vez em 1384 com Sir James Sandilands;
8. Isabel Stuart (? – 1410), casada primeira vez com James Douglas, 2º conde de Douglas, segunda vez em 1389 com David Edmondstone;
9. Catarina Stuart, casada com Sir Robert Logan de Grugar e Restalrig, “Senhor Alto Almirante da Escócia”;
10. Isabel Stuart, casada com Sir Thomas de la Haye, “Senhor Alto Condestável da Escócia”.

Roberto II casou-se em segundas núpcias em 1355 com Eufêmia de Ross (1322 – 1387), filha de Hugo, conde de Ross e sua segunda esposa Margarida de Graham. Tiveram:
1. Davi Stuart (c. 1356 – 1389), 1º conde de Caithness, conde de Strathearn;
2. Gualtério Stuart (1360 – 1437), 3º conde de Caithness, 1º conde de Atholl e conde de Strathearn;
3. Margaida Stuart;
4. Isabel Stuart, casada em 1380 com David Lindsay, 1º conde de Crawford;
5. Egídia Stuart, casada em 1387 com Sir William Douglas de Nithsdale.

Roberto II foi pai de vários filhos ilegítimos, de diversas mulheres:
- Alexandre Stuart de Inverlunan;
- João Stuart de Cairdney;
- Jaime Stuart de Abernethy e Kinfauns;
- Gualtério Stuart;
- João Stuart, senhor de Burley;
- João, "o Negro" Stuart de Dundonald, xerife de Bute;
- Tomás Stuart, bispo de St. Andrews;
- Alexandre Stuart, cônego de Glasgow;
- Jaime Stuart, cônego de Glasgow.